# Braty Hadjukiny
Braty Hadjukiny (ukrainisch Брати Гадюкіни) ist eine ukrainische Rockband, die als Begründerin des ukrainischen Rock ’n’ Roll, Bluesrock, Punkrock, Funk und Reggae in den 1990er Jahren gilt.

## Geschichte
Die Band wurde 1988 in Lwiw gegründet. Der Name der Band leitet sich vom Namen der Figur in der Geschichte Der Tod des Spions Hadjukin von Wiktor Dragunski ab. Die ersten Lieder spielte die Band beim SyRok-88-Festival in Moskau. 1989 wurde die erste Studio-CD aufgenommen. Beim SyRok-89-Festival führte Braty Hadjukiny ein neues ukrainischsprachiges Programm auf. Im Dezember 1989 nahm die Band am Weihnachtstreffen mit Alla Pugatschowa teil. Die Aufführung wurde aus der im Fernsehen übertragenen Version des Konzerts gestrichen, aber die Veranstaltung markierte den Beginn der Konzerttätigkeit in der Ukraine und in der gesamten Sowjetunion. Im September 1989 gewann die Band beim Tscherwona ruta-Festival den zweiten Platz in der Kategorie Rock. Nach dieser Veranstaltung gab die Band vier Konzerte in Toronto. Die Band trat am Höhepunkt der Feier des ersten Unabhängigkeitstags der Ukraine am 16. Juli 1991 in Kiew auf.
Später entwickelte sich Braty Hadjukiny zu einem kreativen Verein, der sich mit der Durchführung verschiedener Rockveranstaltungen und der Unterstützung junger Bands beschäftigte. 1992 unternahm die Band zusammen mit anderen Gewinnern des Tscherwona ruta-Festivals eine Tournee durch Polen, Deutschland, Belgien und Frankreich. 1995 zog Braty Hadjukiny nach Kiew. 1996 stellte die Band im gegenseitigen Einvernehmen ihre kreativen Aktivitäten ein. Innerhalb eines Jahres gründeten die Bandmitglieder Pawlo Krachmaljow und Ihor Melnytschuk das Studio Hadjukiny Records in Kiew, wo sie Musik für Kino, Fernsehen und Werbung aufnahmen, darunter für UA:Perschyj, 1+1, STB, M1 und STS.

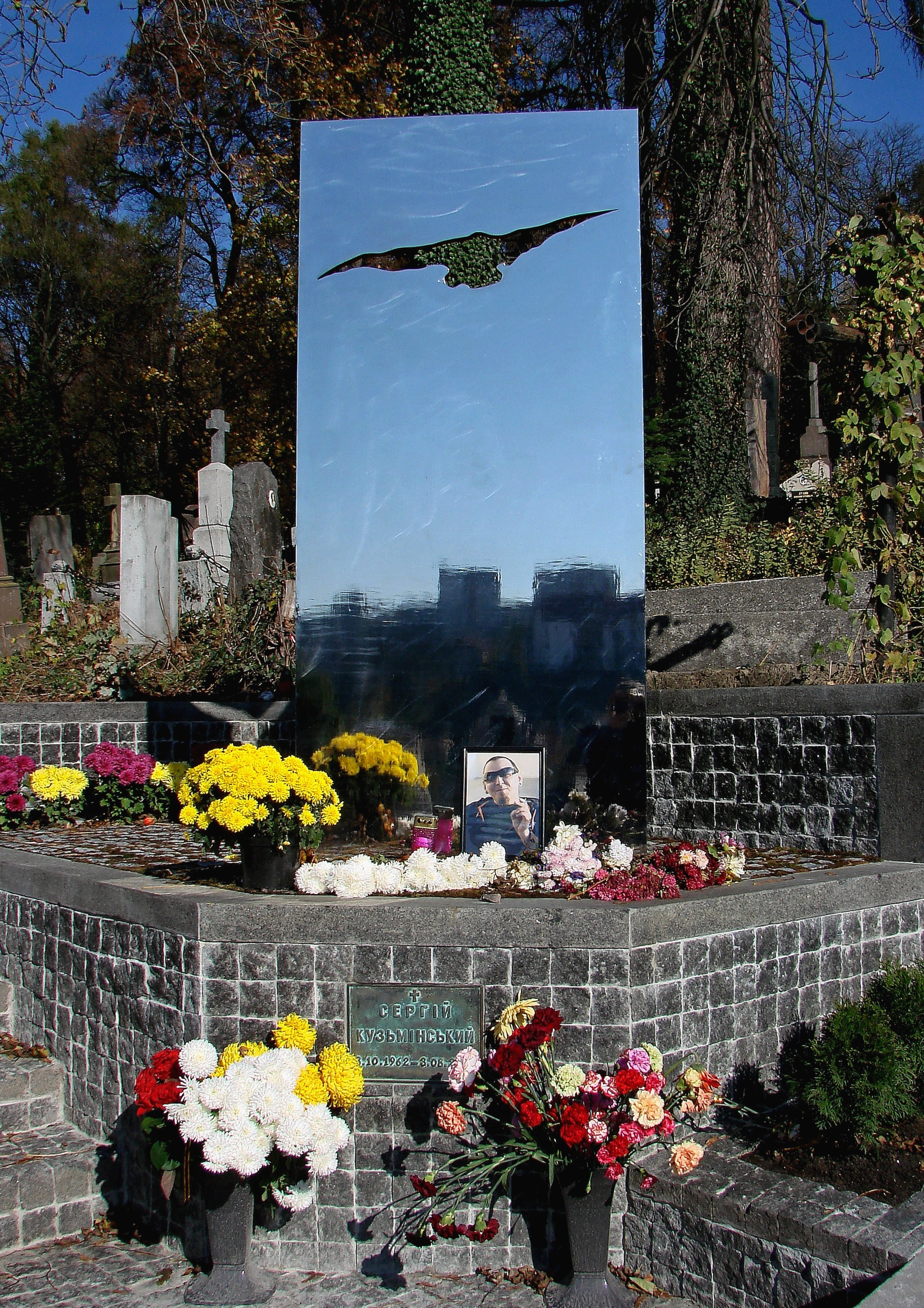
Serhij Kusminskyjs Grab auf dem Lytschakiwski-Friedhof

Die Band vereinigte sich wieder und gab am 20. Januar 2006 ein Konzert im Sportpalast Kiew. Anschließend erschien eine DVD mit einer Aufzeichnung der Veranstaltung. In den Jahren 2006 bis 2009 spielte die Band mehrere weitere Konzerte. 2011 fand im Sportpalast Kiew ein Konzert zum Gedenken an das verstorbene Bandmitglied Serhij Kusminskyj statt, an dem neben Braty Hadjukiny unter anderem auch Okean Elzy, Wopli Widopljassowa, Ljapis Trubezkoi, BoomBox und DachaBracha teilnahmen.
2013 nahm die Band ihre Konzert- und Studioaktivitäten wieder auf. Sie organisierte von November 2014 bis 2015 eine landesweite Tournee und beteiligte sich an der Sammlung von Geldern zur Unterstützung der Opfer, Vertriebenen und Verwundeten im Krieg im Donbas.

## Stil
Der Stil von Braty Hadjukiny ist von der Umgebung der Lwiwer Hippies und der Musik lokaler Amateurbands inspiriert. Der kreative Stil der Band zeichnet sich durch eine Kombination aus ukrainischem Folk und afroamerikanischem Blues sowie einer Synthese aus Rock'n'Roll, Funk und Reggae aus. Spezifische Liedtexte mit scharfer Ironie, sozialen Themen, der Verwendung galizischer Dialektizismen und Drogenabhängigkeits-Slang wurden zum Markenzeichen der Band.
Die Band wird zu den Musikern gezählt, denen eine wichtige Rolle beim Zusammenbruch des Kommunismus während der Perestroika zugeschrieben wird. Sie griffen auf populäre Musikgenres zurück, um ihre Unzufriedenheit mit dem Leben in der Sowjetunion auszudrücken. Sie stellten die kommunistische Regierung als Farce dar und ihre Lieder fungierten als allegorische Kritik an der Sowjetunion und ermutigten die Zuhörerschaft, sich für die Unabhängigkeit einzusetzen.
Braty Hadjukiny werden als die ukrainischen Rolling Stones bezeichnet.

## Diskografie
Studioalben
- 1989: Wsjo Tschotko! (Fonohraf)
- 1991: My - Chlopzi S Banderschtatu (Audio Ukrajina)
- 1994: Bulo Ne Ljubyty (Karawan CD)
- 1996: Wsjo Tschotko! (Remake) (Karawan CD)
- 1999: Schtschaslywoji Dorohy! (Karawan CD)
- 2000: NA!SchYWO (Rostok Records)
- 2006: Wrodylo! (Live 2006) (GAD Records)